# МАЗ-Етон Т203
МАЗ-Етон Т203 — низькопідлоговий тролейбус, розроблений на базі автобуса МАЗ 203. У серійне виробництво по суті так і не був запущений, усього в 2008—2011 роках виготовлено 16 машин. У Литві в місті Вільнюс була налагоджено складання цього тролейбуса під маркою Amber. У результаті в столиці Литви стали з'являтися тролейбуси моделі Amber Vilnis 12 AC.

## Характеристики
Кузов тролейбуса МАЗ-Етон Т203 уніфікований з кузовом автобуса МАЗ-203. Головна відмінність від МАЗ-203 — відсутність «шахти» моторного відсіку.

## Історія виробництва
Збірку тролейбуса почали проводити одночасно з автобусом МАЗ-203. Кузов виготовляє МАЗ, електрообладнання встановлюється в ТОВ «Етон».

## Постачання тролейбусів
Перша партія тролейбусів МАЗ-Етон Т203 в кількості десяти одиниць була відправлена в Галац (Румунія). В Мінськ був поставлений один тролейбус, переданий пізніше в Гродно. Тролейбуси експлуатуються також в Бобруйську, Вільнюсі (Литва) та Любліні (Польща). Один екземпляр був у 2010 році на випробуваннях в Севастополі, однак його не купили і передали в Самару.

## Модифікації
- МАЗ-203Т — модифікація МАЗ-Етон Т203, для Любліна (всього у 2009 році виготовлений 1 тролейбус).
- МАЗ-Етон Т203 — базова модель (всього виготовлено 13 тролейбусів).
- Amber Vilnis 12 AC — модифікація МАЗ-Етон Т203, для Вільнюса (всього у 2011 році виготовлено 2 тролейбуси).
- СВАРЗ-МАЗ-6275 — модифікація МАЗ-Етон Т203, що виготовлялась на СВАРЗі (всього у 2013 році виготовлено 16 тролейбусів).
- УТТЗ-6241.01«Городянин» — виробництво МАЗ під торговельною маркою УТТЗ
- Дніпро Т203 — модифікація МАЗ-Етон Т203, що з 2017 року комплектується (збирається) в Україні, на Південному машинобудівному заводі в місті Дніпро, має запас автономного ходу до 20 км.